# Wermlands nation, Lund
Wermlands nation är en av tretton nationer vid Lunds universitet. Nationen ligger på Stora Tvärgatan 13, strax söder om Botulfsplatsen i centrala Lund. 
Wermlands nation är en studiesocial sammanslutning för studenter vid Lunds universitet som helt drivs och styrs av studenter. Nationen är demokratiskt uppbyggd på medlemskap. Den har en ledningsgrupp kallad kuratelet, med en kurator i spetsen. Därtill finns en styrelse och en inspektor, som är nationens överhuvud och som har en övervakande roll. 

## Historik
Nationen bildades 1682 och hade då fyra inskrivna studenter: Johannes Eric Ahlström, Johannes Edberg, Johannes Tingelholm och Magnus Norgreen. Till inspektor valdes Andreas Stobæus, professor i romersk poesi och vältalighet. Ursprungligen samlade nationen studenter från Värmland, Dalsland och Närke d.v.s studenter från Karlstads stift. Med tiden ökade upptagningsområdet, bland annat med övriga Svealand och Norrland, men idag välkomnar nationen alla studenter oavsett ursprung. 1791 startade Wermlands Nation tillsammans med Västgöta- och Göteborgs Nation festen "Stora Lusse" som när den lades ner i sin ursprungliga samarbetsform 2010 var Lunds äldsta studentfest.  Nationens bibliotek grundades 1850.

## Nationshus
Wermlands var tidigt ute när det gällde att avhjälpa bostadsbristen för sina egna studenter i slutet av andra världskriget. Antalet inskrivna studenter vid Lunds universitet steg år för år och gamla lösningar som till exempel att hyra in sig i ett rum hos äldre tanter som dittills varit den mest förekommande bostadslösningen för studenter i Lund förslog inte längre. År 1947 invigdes det nya nationshuset vid Stora Tvärgatan. Då stack huset ut genom sitt moderna utseende i norra kanten av det gamla området Nöden. Genom att en del omgivande bebyggelse runt nationshuset rivits genom åren sticker inte fasaden ut lika mycket i gatubilden längre.
Under 1950-talet räckte emellertid inte det nya huset till för att inhysa studenter och verksamhet, varför en utbyggnad av huset gjordes åt väster vilken stod klar 1959. Ungefär samma tid invigdes bostadsprojektet på Måsvägen i Lund, där Wermlands byggde studentbostäder tillsammans med Kalmar och Blekingska nationer. Husen byggdes med hjälp av statslån som skulle betalas tillbaka innan 1981.
Under 1970-talet gjorde en försämrad ekonomi och statslånen som gick mot förfall att nationen stod inför ett reellt konkurshot. Detta medförde att nationen tvingades sälja av sina hus på Väster där Måsvägen ligger.

## Samojeden
Samojeden är nationens webbtidning, namnet kommer från folkslaget samojeder och är lundensisk slang för svensk från Svealand eller Norrland, det vill säga de som av tradition av anslutit sig till Värmlands nation.

## Vännationer
- Värmlands nation, Uppsala
- Nylands nation
- Savolainen osakunta

## Alumnförening
Alumnföreningen för Wermlands Nation i Lund heter Wermlands Nations vänner och har återkommande träffar och middagar i närhet till nationens största fester exempelvis Esaias Tegners bal. 

## Bemärkta kuratorer
- Johannes Edberg, 1682-1684
- Wilhelm Flensburg, 1848-1853
- Fredrik Areschoug, 1862-1865
- Elof Tegnér 1865-1870
- Gottfrid Billing, 1870-1876
- Karl Reinhold Geijer, 1881-1887
- Hjalmar Samzelius, 1887-1888
- Erland Lagerlöf, 1888-1891
- Torgny Segerstedt, 1900
- Herman Lundborg, 1901
- Tage Erlander, 1926-1929
- Olof Sundby, 1940
- Ivar Agrell, 1941
- Jan Agrell, 1944
- Olof Ruin, 1952
- Birgitta Rembe, 1953
- Karin Lentz, 1959
- Thomas Olivecrona, 1960
- Nils Bruzelius, 1970
- Gunnar Oom, 1976

## Inspektorer
Nuvarande inspektor är Sven Lidin, professor i oorganisk Kemi vid Lunds universitet. Sven Lidin är även ordförande för kungliga vetenskapsakademien 

## Fotnoter
1. ↑  "Statistik över medlemmar", Terminsräkningsföreningen.
2. ↑  http://www.wermlandsnation.com/
3. ↑  https://www.lundagard.se/2010/12/12/stora-lusse-gar-i-graven/
4. ↑  Wermlands Nation i Lund 1682 - 1907
5. ↑  http://www.wermlandsnation.com/wermlands-nation/alumn/